# آولا ماگنا
آولا ماگنا (انگلیسی: Aula Magna) یک تالار کنسرت در دانشگاه مرکزی ونزوئلا است. این تالار در دانشگاه شهر کاراکاس و در کنار ساختمان کتابخانه اصلی دانشگاه قرار دارد. طراحی این سالن در دهه ۱۹۴۰ توسط معمار ونزوئلایی کارلوس رائول ویلانوئوا انجام شد و ساخت آن توسط شرکت دانمارکی Christiani & Nielsen در سال‌های ۱۹۵۲–۵۳ صورت گرفت. این سالن به‌خاطر اهمیت هنری و معماری خود به عنوان میراث جهانی ثبت شده است. یکی از ویژگی‌های برجسته سالن، صوت‌شناسی «ابرها» است که هم از نظر زیبایی‌شناسی و هم از نظر عملکردی کاربرد دارند. این عنصر طراحی در سالن به علم آکوستیک فضاهای داخلی کمک کرده است، اگرچه نمای خارجی ساختمان نیز از اهمیت معماری برخوردار است.
آولا ماگنا به عنوان «مهم‌ترین سالن کنسرت» دانشگاه شناخته شده است. این امر تا حدی به دلیل قابلیت کاربردی آن است: این سالن بزرگ‌ترین سالن با ظرفیت ۲۷۰۰ نفر است و صندلی‌های آن قابل جابجایی هستند. اما این سالن از نظر رویدادهای علمی، هنری و سیاسی که در آن برگزار شده نیز اهمیت دارد. برخی از این رویدادها برای کشور بسیار مهم بوده و بخشی از جنبش‌های تاریخی بوده‌اند. در کاراکاس امروزی، این سالن به عنوان یک نقطه بحث سیاسی نیز شناخته شده است و از کمبود منابع مالی برای نگهداری رنج می‌برد. مدیر فعلی سالن ترینا مدینا است و روزاریو سیلوا پریتو دستیار مدیر می‌باشد.

## ساخت و ساز
زمانی که شهر دانشگاهی در سال ۱۹۴۳ شروع به کار کرد، کمیته‌ای برای تجزیه و تحلیل گزینه‌های طراحی تشکیل شد. علاوه بر انتخاب محل در نزدیکی مرکز کاراکاس، کمیته همچنین پیشنهاد کرد که طرح پردیس دانشگاه بر اساس مدل‌های مشابه، از جمله «پروژه شهری» لئوپولد روتِر در دانشگاه ملی کلمبیا در بوگوتا باشد.
طراحی‌های اولیه برای مجموعه اصلی پردیس از سال ۱۹۴۴ آغاز شد، زمانی که معمار کارلوس رائول ویلانوئوا مطالعات اولیه و طرح کلی را طراحی کرد. در سال‌های بعد، مجتمع پزشکی دانشگاه ساخته شد و این امر منجر به ایجاد «تغییرات عمده» در طرح‌ها در سال ۱۹۴۹ گردید. طراحی نهایی تا سال ۱۹۵۲ کامل شد. توانایی ایجاد تغییرات در طرح‌ها تا حدی به دلیل رونق اقتصادی ونزوئلا و تا حدی به دلیل شخصیت سازگار ویلانوئوا بود. از کارهای او در این دوره، آولا ماگنا به عنوان یک اثر نوآورانه شناخته می‌شود. ویلانوئوا قادر بود کار خود را تطبیق دهد، در حالی که به اصول نوگرایی خود وفادار باقی ماند و آماده بود تا طرح‌ها را طبق تغییرات ایده‌ها برای ساخت و ساز تغییر دهد. در راستای تم پروژه، طراحی‌های ویلانوئوا شامل ویژگی‌های غیر متعارفی است که طبیعت هنری آن‌ها را نشان می‌دهد، مانند توصیف ساختمان‌ها نه به عنوان اشیاء بلکه به عنوان «حرکات» (که آولا ماگنا IV از آن‌هاست). آولا ماگنا و پلازا کوبیرتا در مرکز پروژه پردیس قرار گرفتند، به عنوان اوج دیگر عناصر آن.
قرارداد ساخت آولا ماگنا به شرکت کریستینی و نیلسن داده شد، که ساخت آن از ۲۸ نوامبر ۱۹۵۲ آغاز و تاریخ اتمام آن ۳۱ مارس ۱۹۵۳ تعیین شد؛ یعنی این که کار باید تنها در ۴ ماه تکمیل می‌شد. این سالن در زمان مقرر به پایان رسید، همان‌طور که توسط دیکتاتور نظامی مارکوس پرز خیمنز درخواست شده بود. این سالن ساختمان اصلی پروژه کارلوس رائول ویلانوئوا برای دانشگاه بود، پروژه‌ای که شامل ایجاد و بازطراحی پردیس دانشگاه توسط ویلانوئوا بود. این سالن در ۳ دسامبر ۱۹۵۳ به‌طور رسمی با یک مراسم مذهبی کوچک افتتاح شد، اما به‌طور رسمی در ۲ مارس ۱۹۵۴ با افتتاح دهمین کنفرانس بین‌المللی آمریکا افتتاح گردید.
در یک واقعه افسانه‌ای، زمانی که ویلانوئوا برای اولین بار وارد سالن تکمیل شده شد و ابرهای صوتی تازه رنگ‌شده را دید، دستان خود را به هوا بلند کرد و فریاد زد که این بسیار عظیم است. همکاری ویلانوئوا با الکساندر کالدر، هنرمند و مهندس آمریکایی که «ابرهای شناور» معروف سالن را طراحی و ساخته بود، آغازگر یک رابطه کاری طولانی‌مدت میان این دو بود، اگرچه کالدر تنها یک بار، در سال ۱۹۵۵، سالن تکمیل شده را دید.